# Rixi Markus
Rixi Markus (ur. 27 czerwca 1910 w Gura Humorului, zm. 4 kwietnia 1992) – brydżystka reprezentująca Austrię oraz Wielką Brytanię.
Rixi Markus urodziła się w Austrii (obecnie Rumunia) i do roku 1938 występowała jako Erika (Rixi) Scharfstein.
W roku 1976 Rixi Markus została wyróżniona przez IBPA jako osobowość roku (Personality of the Year).
Rixi Markus zdobyła potrójną koronę brydżową w kategorii kobiet:
- w roku 1937 zwyciężyła (z drużyną Austrii) w 1 Mistrzostwach Świata zorganizowanych przez IBL;
- w roku 1964 zwyciężyła (z drużyną Wielkiej Brytanii) na Olimpiadzie brydżowej;
- w roku 1962 zwyciężyła (razem z Fritzi Gordon) w otwartych mistrzostwach świata par kobiet w brydżu sportowym.

## Wyniki brydżowe

### Olimpiady
Na olimpiadach uzyskała następujące rezultaty:
| Olimpiady brydżowe. Zawody teamów | Olimpiady brydżowe. Zawody teamów | Olimpiady brydżowe. Zawody teamów | Olimpiady brydżowe. Zawody teamów | Olimpiady brydżowe. Zawody teamów | Olimpiady brydżowe. Zawody teamów |
| Rok                               | Miejsce                           | Zawody                            | Kategoria                         | Drużyna                           | Pozycja                           |
| --------------------------------- | --------------------------------- | --------------------------------- | --------------------------------- | --------------------------------- | --------------------------------- |
| 1976                              | Monte Carlo                       | 5. Olimpiada Teamów               | Kobiety                           | Great Britain                     | 2                                 |
| 1964                              | Nowy Jork                         | 2. Olimpiada Teamów               | Kobiety                           | Great Britain                     | 1                                 |
| 1960                              | Turyn                             | 1. Olimpiada Teamów               | Kobiety                           | Great Britain                     | 4                                 |

### Zawody światowe
W światowych zawodach zdobyła następujące lokaty:
| Mistrzostwa Świata. Konkurencja teamów | Mistrzostwa Świata. Konkurencja teamów | Mistrzostwa Świata. Konkurencja teamów          | Mistrzostwa Świata. Konkurencja teamów | Mistrzostwa Świata. Konkurencja teamów | Mistrzostwa Świata. Konkurencja teamów |
| Rok                                    | Miejsce                                | Zawody                                          | Kategoria                              | Drużyna                                | Pozycja                                |
| -------------------------------------- | -------------------------------------- | ----------------------------------------------- | -------------------------------------- | -------------------------------------- | -------------------------------------- |
| 1976                                   | Monte Carlo                            | 22. Mistrzostwa Świata Teamów                   | Kobiety                                | Great Britain                          | 2                                      |
| 1962                                   | Cannes                                 | 1. Otwarte Mistrzostwa Świata Teamów Mikstowych | Miksty                                 | Great Britain                          | 1                                      |

| Mistrzostwa Świata. Konkurencja par | Mistrzostwa Świata. Konkurencja par | Mistrzostwa Świata. Konkurencja par | Mistrzostwa Świata. Konkurencja par | Mistrzostwa Świata. Konkurencja par | Mistrzostwa Świata. Konkurencja par |
| Rok                                 | Miejsce                             | Zawody                              | Kategoria                           | Partner                             | Pozycja                             |
| ----------------------------------- | ----------------------------------- | ----------------------------------- | ----------------------------------- | ----------------------------------- | ----------------------------------- |
| 1982                                | Biarritz                            | 6. Mistrzostwa Świata               | Kobiety                             | Michelle Brunner                    | 17                                  |
| 1974                                | Las Palmas                          | 4. Mistrzostwa Świata               | Kobiety                             | Fritzi Gordon                       | 1                                   |
| 1970                                | Sztokholm                           | 2. Mistrzostwa Świata               | Miksty                              | Georges Catzeflis                   | 2                                   |
| 1970                                | Sztokholm                           | 3. Mistrzostwa Świata               | Kobiety                             | Fritzi Gordon                       | 2                                   |
| 1962                                | Cannes                              | 1. Mistrzostwa Świata               | Kobiety                             | Fritzi Gordon                       | 1                                   |

### Zawody europejskie

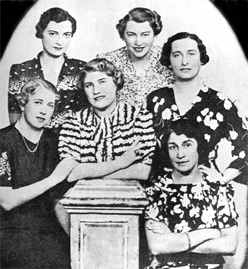
Zwycięski Austriacki zespół kobiecy na rozegranych w 1937 roku 1 Mistrzostwach Świata pod patronatem IBL. EBL uznaje te zawody za 6. Drużynowe Mistrzostwa Europy: Rixi Scharfstein na górze, pierwsza z lewej. Pozostałe uczestniczki, od lewej: Marianne Boschan, Gertie Brunner, Ethel Ernst, Elizabeth Klauber, Gertie Schlesinger (siedzi).

W europejskich zawodach zdobyła następujące lokaty:
| Zawody europejskie. Konkurencja teamów | Zawody europejskie. Konkurencja teamów | Zawody europejskie. Konkurencja teamów | Zawody europejskie. Konkurencja teamów | Zawody europejskie. Konkurencja teamów | Zawody europejskie. Konkurencja teamów |
| Rok                                    | Miejsce                                | Zawody                                 | Kategoria                              | Drużyna                                | Pozycja                                |
| -------------------------------------- | -------------------------------------- | -------------------------------------- | -------------------------------------- | -------------------------------------- | -------------------------------------- |
| 1975                                   | Brighton                               | 32. Mistrzostwa Europy Teamów          | Kobiety                                | Great Britain                          | 1                                      |
| 1969                                   | Oslo                                   | 27. Mistrzostwa Europy Teamów          | Kobiety                                | Great Britain                          | 2                                      |
| 1966                                   | Warszawa                               | 25. Mistrzostwa Europy Teamów          | Kobiety                                | Great Britain                          | 1                                      |
| 1965                                   | Ostenda                                | 24. Mistrzostwa Europy Teamów          | Kobiety                                | Great Britain                          | 2                                      |
| 1963                                   | Baden-Baden                            | 23. Mistrzostwa Europy Teamów          | Kobiety                                | Great Britain                          | 1                                      |
| 1961                                   | Torquay                                | 21. Mistrzostwa Europy Teamów          | Kobiety                                | Great Britain                          | 1                                      |
| 1959                                   | Palermo                                | 20. Mistrzostwa Europy Teamów          | Kobiety                                | Great Britain                          | 1                                      |
| 1955                                   | Amsterdam                              | 16. Mistrzostwa Europy Teamów          | Kobiety                                | Great Britain                          | 3                                      |
| 1952                                   | Dún Laoghaire                          | 13. Mistrzostwa Europy Teamów          | Kobiety                                | Great Britain                          | 1                                      |
| 1951                                   | Wenecja                                | 12. Mistrzostwa Europy Teamów          | Kobiety                                | Great Britain                          | 1                                      |
| 1937                                   | Budapeszt                              | 6. Mistrzostwa Europy Teamów           | Kobiety                                | Austria                                | 1                                      |
| 1936                                   | Sztokholm                              | 5. Mistrzostwa Europy Teamów           | Kobiety                                | Austria                                | 1                                      |
| 1935                                   | Bruksela                               | 4. Mistrzostwa Europy Teamów           | Kobiety                                | Austria                                | 1                                      |

## Klasyfikacja
- Rixi Markus – klasyfikacja WBF (ang.)
- Rixi Markus – klasyfikacja EBL (ang.)